# Gaspar Ospina
Gaspar Ospina (Ebéjico, Antioquia, 22 de febrero de 1927-Medellín, 30 de junio de 2008) fue un destacado locutor, actor de teatro y televisión colombiano. Era reconocido por ser protagonista de la historieta Kalimán con Erika Krum.

## Biografía
Gaspar Ospina nació en Ebéjico (Antioquia) donde comenzó su carrera como locutor en radio colombiana fue la cadena Todelar quien transmitió los programas de lunes a viernes de 5:30 a 6:00 de la tarde. A Gaspar Ospina lo acompañaba Erika Krum, quien hacía la voz del pequeño Solín, cuyo verdadero nombre era Rabán Tagore. En enero de 1965 empezó a ser Kalimán, participó en programas de radio, teatro, cine y televisión, pero sin duda el personaje que le dio la fama fue el de Kalimán.
En 1958 y 1959 fue considerado por la crítica como el mejor teleactor y en 1959 ganó el premio Nenqueteba como el mejor actor En 1975 fue catalogado como uno de los mejores actores de la televisión por su trabajo en la telenovela La vorágine. Otras de las producciones en las que estuvo Gaspar Ospina, fueron Enigma en las cenizas en 1992, La dama de las camelias en 1986, Infame mentira en 1983, Crimen y castigo en 1982, Cada voz lleva su angustia en 1965, Lágrimas de una madre en 1961 y Amanecer del éxodo en 1959. Falleció en Medellín el 30 de junio de 2008 tras sufrir un infarto a sus 81 años.

## Filmografía
- Engima de las cenizas (1992)
- Los dueños del poder (1989)
- La sombra de otra (1988)
- La dama de las camelias (1986)
- Crimen y castigo (1982)
- La tía Julia y el escribidor (1981)
- La tregua (1980)
- Un largo camino (1977)
- La vorágine (1975)
- El jugador de Ugo Betti (1967)
- Kalimán (1963-1990) protagonista
- Lágrimas de una madre (1961)
- Amanecer del éxodo (1959)